# Ayeneux
Ayeneux (en wallon Ågngneû) est une section de la commune belge de Soumagne située en Région wallonne dans la province de Liège. C'était une commune à part entière avant la fusion des communes de 1977.

## Évolution démographique
- Sources : INS, Rem. : 1831 jusqu'en 1970 = recensements, 1976 = nombre d'habitants au 31 décembre.

## Histoire
- Primitivement, Ayeneux se situe dans la vallée du Fond-de-Gotte.
- L'église actuelle se trouve au lieu-dit La-Bascule ; fort proche.
- Ayeneux fait partie de l'avouerie de Fléron et appartient au chapitre d'Aix-la-Chapelle, puis dès 1626, au prince-évêque de Liège[2].

## Patrimoine et culture

### Patrimoine architectural et sites

#### Domaine provincial de Wégimont

##### Château de Wégimont
Le Château de Wégimont est situé dans le parce de Wégimont à Ayeneux et sert depuis 1945 de centre d'hébergement.
Bien que les Seigneurs d'Ayeneux soient déjà cités au XIIIe siècle, c'est seulement en 1574 que les archives parlent du château de Wégimont. Il est en partie détruit en 1636 par les Grignoux.[réf. nécessaire]
Il est le seul Lebensborn de Belgique, lors de la Seconde Guerre mondiale (de 1942 à 1944) sous le nom Heim Ardennen.
Le 26 mai 1964, la presque totalité du château est la proie des flammes. Cet incendie coûte la vie à 17 personnes.

###### Le Parc du château
Parc de loisirs comportant, outre son château, complexe de piscines, mini-golf, tennis, étangs, plaines de jeux...

##### La chapelle des Carmes
Les paroissiens catholiques du Rafai et de Martinmont se rendent à la chapelle du couvent des Carmes qui sert d'église aux habitants d'Ayeneux et qui se trouve dans la vallée de la Magne. L'église ne devient paroissiale qu'en 1842. Jusqu'à cette époque, Ayeneux fait partie de la paroisse de Soumagne. La nouvelle église est bâtie en 1874 au lieu-dit La-Bascule, sur la hauteur, mais est démolie pendant la guerre de 1914.
La fondation du couvent et de la chapelle date de 1644. Le couvent est démoli en 1780 à la Révolution française,.

##### La Chaussée Saint-Materne ou chaussée Marie-Thérèse
Le prince évêque Clément de Bavière ordonne en 1716 la construction de cette large chaussée qui part de Liège à Herve. Elle est achevée en 1738. En 1744, pour favoriser le commerce de grains, des clous et des armes, notamment avec Olne qui était exempt de taxe, fut prise la décision de prolonger la tchåssèye di Vervî du croupet de Fléron jusqu'à une chapelle où se trouve l'église actuelle d'Ayeneux appelée au dix-neuvième tchapèle Toumas [Thomas] en face de la mohone dès papîs. Une mohone dè toll fut construite juste à côté de la chapelle en 1745, et une troisième barrière de péage fut installée. La chaussée fut prolongée jusqu'au Fõnd d' gotes puis jusqu'au Carmes de Wégimont l'année suivante, le Prince-Évêque de Liège s'étant porté acquéreur du domaine. Les fraudeurs se multiplièrent, utilisant la commune d'Olne et sa võye d'a-l'clé à Fléron pour contourner la barrière de péage. En 1787, on prolongea la chaussée jusqu'à la limite du Duché de Limbourg, au põnt d'clorisse à Soumagne et une quatrième barrière y fut alors établie. À chaque révolution, la liégeoise et la française, les patriotes refusèrent de payer et pillèrent les bâtiments de péage.
Vers 1774 on établit une poste aux lettres entre Liège et Aix-la-Chapelle et, en 1784, un service de diligence. Il fallait trois jours pour envoyer une lettre à Liège. Le messager prenait les lettres grâce aux « chapelles » (cabarets) visitées par le charretier qui déposait ces missives au fõnd d'gotes, où il y avait un relais important. Quelques années plus tard, on installa un service de diligence dans la vallée de la Vesdre. Le relais était à Fraipont.

##### Le thièr du Grand-Hu
Thièr est un ancien terme venu du français régional qui désigne un versant de colline à pente accentuée, une côte assez raide sur le trajet d'un chemin ou chemin escarpé. Le thier du Grand-Hu, à la limite extérieure d'Olne – célèbre dans les annales du roulage de 1750 à 1850 – n'aurait pas dû exister. Si la grand route actuelle était encore à construire, on aurait allongé la courbe vers le Faweû, ce qui n'était pas possible au XVIIIe siècle sans sortir de la principauté de Liège. C'est ce qui explique que la chaussée longe la limite d'Olne, alors comté de Dalhem hollandais. C'est là qu'a lieu, le 4 mars 1793, une escarmouche entre les armées française et autrichienne, à l'avantage de ces derniers.

##### Le Moulin du château
En amont du Pont al Planche, le moulin d'Ayeneux, appelé le moulin du Fond de Gotte et le Moulin du comte d’Outremont, ou moulin de Wégimont qui est le moulin du Château de Wégimont.

## Anciennes cartes postales d'Ayeneux

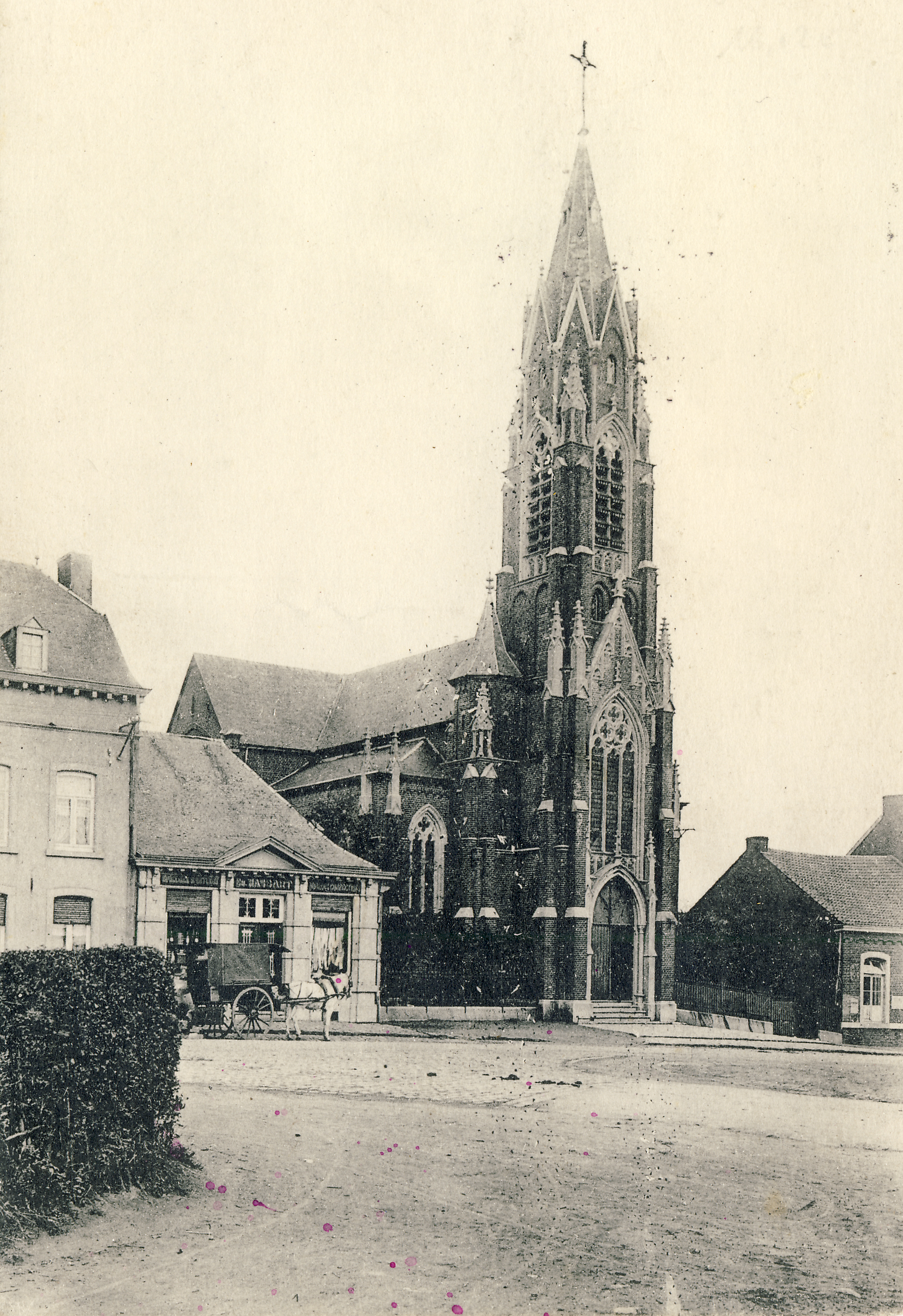
ancienne église d'Ayeneux.
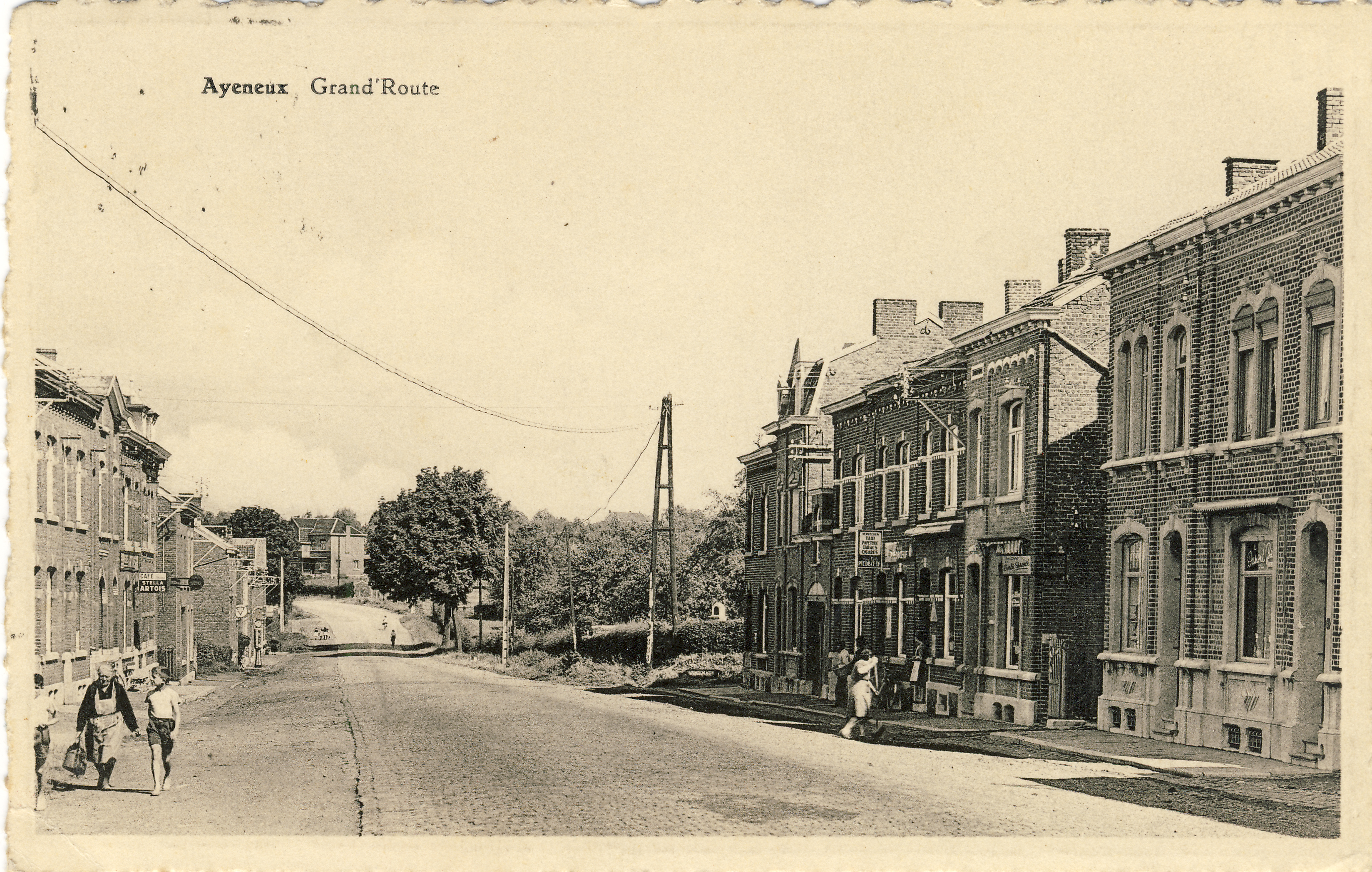
Ayeneux, Avenue de la Libération.

## Vie associative

### Jumelage
Commune jumelé avec Mellecey en France, dans la région de Bourgogne-Franche-Comté.

## Personnalités
- Anne Brusselmans (1905-1993), résistante de la Seconde Guerre mondiale, membre du Réseau Comète.